# Wingate (Indiana)
Wingate è un comune degli Stati Uniti d'America, situato nello Stato dell'Indiana, nella contea di Montgomery.